# Andónisz Andoniádisz
Andónisz Andoniádisz, görögül: Αντώνης Αντωνιάδης (Xánthi, 1946. május 25. –) válogatott görög labdarúgó, csatár. Ötszörös görög bajnoki gólkirály.

## Pályafutása

### Klubcsapatban
1964-ben az Aszpísz Xánthisz korosztályos csapatában kezdte a labdarúgást, ahol 1966-ban mutatkozott be az első csapatban. 1968 és 1978 között a Panathinaikósz, 1978–79-ben az Olimbiakósz, 1979–80-ban az Atrómitosz labdarúgója volt. Az 1980–81-es idényben a Panathinaikósz játékosaként vonult vissza az aktív labdarúgástól. A Panathinaikósszal négy bajnoki címet és kettő görögkupa-győzelmet ért el. Tagja volt az 1970–71-es idényben BEK-döntős csapatnak. Ötszörös görög bajnoki gólkirály. 1971-ben ezüstcipős volt az európai gólkirályok között.

### A válogatottban
1970 és 1977 között 21 alkalommal szerepelt a görög válogatottban és hat gólt szerzett.

## Sikerei, díjai
- Ezüstcipő (1971)

 Panathinaikósz
- Görög bajnokság
  - bajnok (4): 1968–69, 1969–70, 1971–72, 1976–77
  - gólkirály (5): 1969–70, 1971–72, 1972–73, 1973–74, 1974–75
- Görög kupa
  - győztes (2): 1969, 1977
- Bajnokcsapatok Európa-kupája (BEK)
  - döntős: 1970–71
  - gólkirály: 1970–71